# Ophioderma longicauda

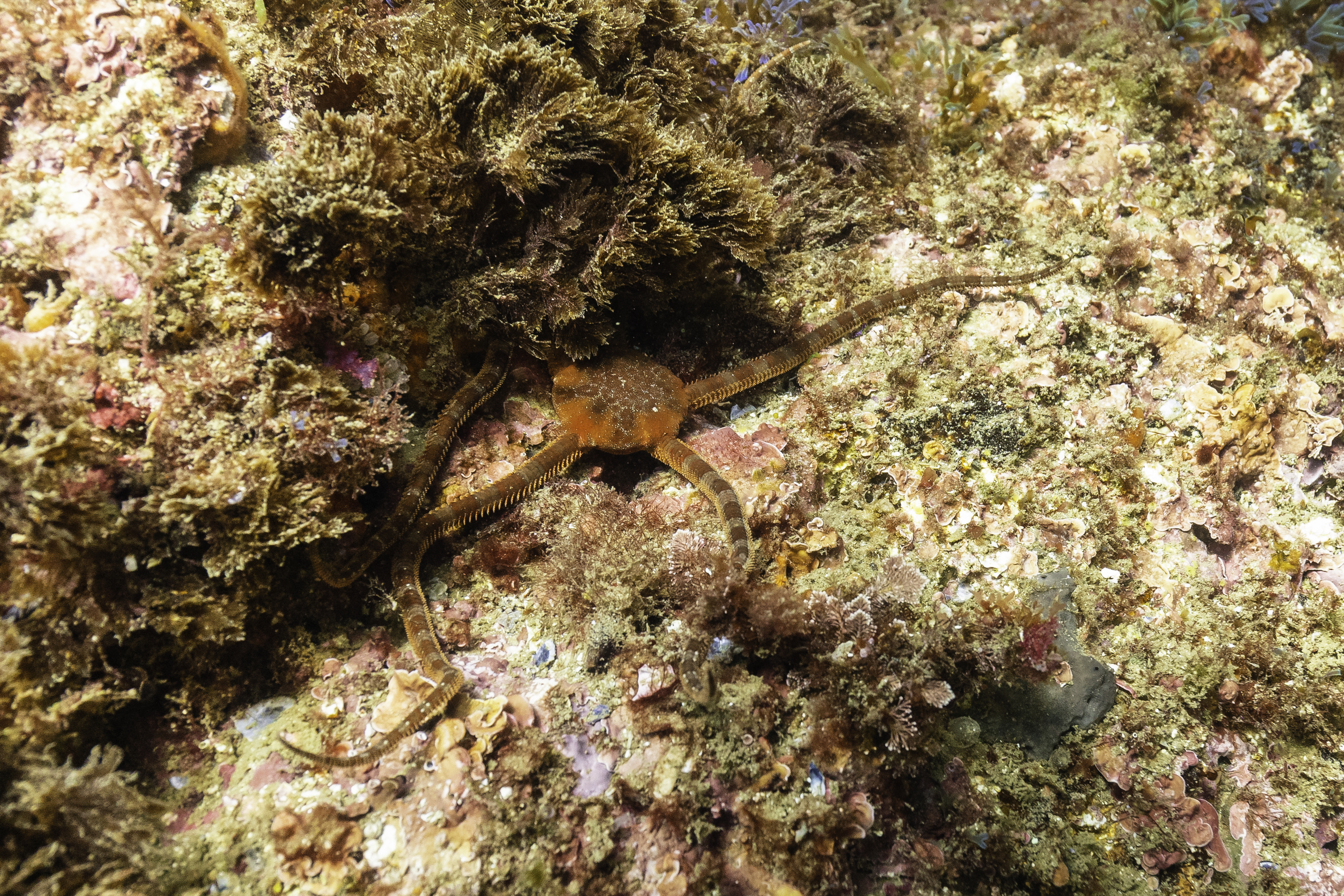

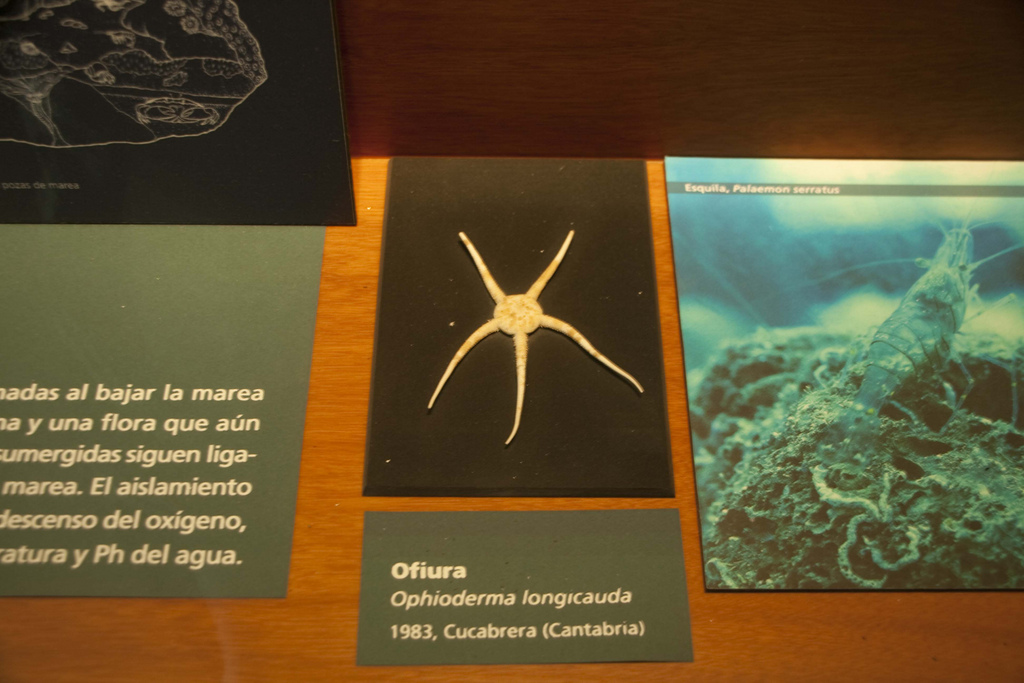

Ophioderma longicauda, conosciuta come stella serpentina liscia, è una specie di Echinodermata della famiglia Ophiodermatidae.

## Habitat e distribuzione
Comune nel Mar Mediterraneo e nell'Oceano Atlantico orientale, dalla Gran Bretagna fino all'Angola e alle Azzorre, su fondali mobili, rocciosi o nelle praterie di Posidonia oceanica da pochi metri fino a oltre 100 di profondità.

## Descrizione
Colore molto variabile, da rosso a marrone scuro, quasi nero, talvolta arancio per esemplari profondi.

## Comportamento
È una specie sciafila, che preferisce rifugiarsi in crepe o anfratti delle rocce, anche molto velocemente se infastidita.